# Encuentro Centroamericano de Software Libre
El Encuentro Centroamericano de Software Libre (ECSL) es un evento anual organizado por la Comunidad Software Libre Centroamérica (SLCA). Reúne a representantes de comunidades de los siete países de la región, donde se intercambian experiencias, se comparte conocimiento, se promueven proyectos gestionados por las comunidades locales, se establecen objetivos comunes y se plantean estrategias para promover la filosofía, la cultura, el desarrollo y el uso del Software Libre y de Código Abierto.

## I Encuentro Centroamericano de Software Libre Nicaragua 2009
La primera edición del ECSL se llevó a cabo en la ciudad de Estelí, Nicaragua, los días 17, 18, 19, 20 y 21 de junio de 2009. Este primer encuentro permitió que muchos de los miembros se conocieran de manera personal, pues a la fecha su interacción se había limitado a través de listas de correo.
En su declaración final, la Declaración de Estelí, se insta a gobiernos, instituciones educativas, centros de investigación, sociedad civil e instancias relacionadas de los países centroamericanos a establecer políticas de uso de Software Libre, fomentar su investigación y desarrollo; que se valore como una herramienta que aporte al empoderamiento de las mujeres en la sociedad; que se desarrollen planes de implementación libres de discriminación y adaptados a la diversidad étnica, cultural y socioeconómica; que se evite el pantentamiento de software y algoritmos pues atenta contra el desarrollo tecnológico; que la información y estudios de universidades e instituciones públicas sean de libre acceso; que se incluya licenciamiento libre dentro de currículums universitarios.

## II Encuentro Centroamericano de Software Libre Costa Rica 2010
La segunda sede del ECSL correspondió a la Sede del Pacífico de la Universidad de Costa Rica, en la ciudad de Puntarenas, Costa Rica. Se llevó a cabo los días 21, 22 y 23 de julio organizado por la comunidad local, donde se trataron temas como políticas públicas y software libre; proyectos de desarrollo de software; o mujeres, educación y emprendimientos empresariales y su relación con el software libre.
La Universidad de Costa Rica escogió la Sede del Pacífico para realizar el encuentro debido a que cuenta con la infraestructura física, cuenta con varias instancias universitarias que han migrado a software libre en la parte administrativa, así como en los programas para investigación científica, además de que alberga una de las comunidades locales mejor organizadas y en constante crecimiento.

## III Encuentro Centroamericano de Software Libre El Salvador 2011
La tercera sede del ECSL correspondió al Centro Arte para la Paz en la ciudad de Suchitoto en el departamento del Departamento de Cuscatlán de El Salvador. Se llevó a cabo los días 10, 11 y 12 de agosto organizado por la comunidad local; donde se realizaron charlas y talleres sobre educación y Software libre, educación y movimientos sociales, software libre y mujeres.

## IV Encuentro Centroamericano de Software Libre Guatemala 2012
La cuarta edición del ECSL se llevó a cabo en el Centro Cultural Universitario de la Universidad de San Carlos de Guatemala, ubicado en el Centro Histórico de la Ciudad de Guatemala, Guatemala. El evento se realizó los días 2, 3 y 4  de noviembre de 2012.

## V Central American Free Software Summit Belize 2013
El quinto Encuentro se realizó en el Sacred Heart Junior College, en la ciudad de San Ignacio, distrito de Cayo, Belice. El evento se llevó a cabo los días 12, 13 y 14 de julio de 2013.

## VI Encuentro Centroamericano de Software Libre Panamá 2014
El sexto Encuentro se celebró en la ciudad de Chitré, Panamá, los días 9 y 10 de octubre de 2014. Participaron más de 300 personas provenientes de 12 países.

## VII Encuentro Centroamericano de Software Libre Honduras 2015
El séptimo Encuentro se llevó a cabo en la ciudad de San Pedro Sula, Honduras, los días 7 y 8 de agosto de 2015 con 150 asistentes y 43 expositores nacionales e internacionales.

## VIII Encuentro Centroamericano de Software Libre Nicaragua 2016
Tras recorrer todos los países del área centroamericana, el Encuentro Centroamericano de Software Libre regresó a Nicaragua. El evento se llevó a cabo en la ciudad de Managua, los días 16, 17 y 18 de junio de 2016. Contó con la participación de 174 personas y alrededor de 50 charlas, talleres, conversatorios y mesas de trabajo. Este fue uno de los Encuentros con mayor diversidad, alcanzando un 42.5% de participación de mujeres.

## IX Encuentro Centroamericano de Software Libre Costa Rica 2017
Segundo capítulo de la segunda temporada: el Encuentro Centroamericano de Software Libre continuó su camino hasta Costa Rica, específicamente en San Pedro de Montes de Oca, teniendo como sede la Ciudad Universitaria Rodrigo Facio de la Universidad de Costa Rica, los días 21 y 22 de julio.

## X Encuentro Centroamericano de Software Libre El Salvador 2018
Siguiente parada, El Salvador: el Encuentro Centroamericano de Software Libre realizó su décima celebración del 11 al 15 de julio de 2018 en Antiguo Cuscatlán, en el campus de la Universidad Centroamericana "José Simeón Cañas" UCA.

## XI Encuentro Centroamericano de Software Libre Guatemala 2019
Siguiendo el mismo orden del primer recorrido, Guatemala recibió el ECSL en la ciudad de Quetzaltenango / Xela, los días 4, 5 y 6 de julio del 2019 en la Facultad de Ingeniería de la Universidad Mesoamericana. 

## XII  Encuentro Centroamericano de Software LibreBelice#QuedateEnCasa 2020
Sin menoscabo del interés que teníamos en visitar por segunda ocasión Belice, este año necesariamente la Comunidad tuvo que adaptarse a las circunstancias... ¡pero no por ello íbamos a quedarnos sin Encuentro!, así que lo organizamos totalmente virtual del 14 al 20 de diciembre.